# Olympische Sommerspiele 1936/Schwimmen – 400 m Freistil (Männer)
Der Schwimmwettkampf über 400 Meter Freistil der Männer bei den Olympischen Spielen 1936 in Berlin wurde vom 10. bis 12. August ausgetragen. Olympiasieger wurde der US-Amerikaner Jack Medica. Silber ging an Shunpei Utō aus Japan und Bronze an dessen Landsmann Shōzō Makino.

## Rekorde
Vor Beginn der Olympischen Spiele waren folgende Rekorde gültig.
| Weltrekord         | 4:38,7 min | Jack Medica   | New Haven, Vereinigte Staaten   | 30. August 1934 |
| Olympischer Rekord | 4:48,4 min | Buster Crabbe | Los Angeles, Vereinigte Staaten | 10. August 1932 |

Folgende neue Rekorde wurden aufgestellt:
| Olympischer Rekord | 4:45,5 min | Shunpei Utō | Vorlauf 5 |
| Olympischer Rekord | 4:44,5 min | Jack Medica | Finale    |

## Ergebnisse

### Vorläufe
Die Vorläufe wurden am 8. August ausgetragen. Die zwei ersten Athleten eines jeden Laufs sowie die zwei zeitschnellsten Athleten aller Läufe qualifizierten sich für das Halbfinale.
Lauf 1
| Rang | Athlet         | Nation             | Zeit       | Anm. |
| ---- | -------------- | ------------------ | ---------- | ---- |
| 1    | Hiroshi Negami | Japan              | 4:52,6 min | Q    |
| 2    | John Macionis  | Vereinigte Staaten | 4:57,1 min | Q    |
| 3    | Heinz Arendt   | Deutsches Reich    | 4:57,2 min | q    |
| 4    | Árpád Lengyel  | Ungarn             | 4:57,7 min |      |
| 5    | Edmund Pader   | Österreich         | 5:16,9 min |      |
| 6    | Robert Hooper  | Kanada             | 5:17,2 min |      |
| DNS  | Roger Zirilli  | Schweiz            |            |      |

Lauf 2
| Rang | Athlet           | Nation          | Zeit       | Anm. |
| ---- | ---------------- | --------------- | ---------- | ---- |
| 1    | Robert Leivers   | Großbritannien  | 4:57,2 min | Q    |
| 2    | Otto Przywara    | Deutsches Reich | 5:11,7 min | Q    |
| 3    | Aage Hellstrøm   | Dänemark        | 5:18,2 min |      |
| 4    | João Havelange   | Brasilien       | 5:31,5 min |      |
| DNS  | Günther Zobernig | Österreich      |            |      |
| DNS  | Charlie Chan     | China           |            |      |
| DNS  | Dudley Spurling  | Bermuda         |            |      |

Lauf 3
| Rang | Athlet            | Nation             | Zeit       | Anm. |
| ---- | ----------------- | ------------------ | ---------- | ---- |
| 1    | Shōzō Makino      | Japan              | 4:51,3 min | Q    |
| 2    | Ralph Flanagan    | Vereinigte Staaten | 4:54,7 min | Q    |
| 3    | Norman Wainwright | Großbritannien     | 5:03,6 min |      |
| 4    | Robert Hamerton   | Kanada             | 5:13,3 min |      |
| 5    | Jørgen Jørgensen  | Dänemark           | 5:17,8 min |      |
| 6    | István Angyal     | Ungarn             | 5:20,9 min |      |
| 7    | Werner Lehmann    | Schweiz            | 5:36,8 min |      |

Lauf 4
| Rang | Athlet            | Nation          | Zeit       | Anm. |
| ---- | ----------------- | --------------- | ---------- | ---- |
| 1    | Ödön Gróf         | Ungarn          | 4:59,4 min | Q    |
| 2    | Hans Freese       | Deutsches Reich | 5:03,1 min | Q    |
| 3    | Heikki Hietanen   | Finnland        | 5:08,9 min |      |
| 4    | William Pearson   | Großbritannien  | 5:12,7 min |      |
| 5    | Aluizio Lage      | Brasilien       | 5:18,3 min |      |
| 6    | Washington Guzmán | Chile           | 5:19,1 min |      |
| 7    | Franz Seltenheim  | Österreich      | 5:38,3 min |      |

Lauf 5
| Rang | Athlet                   | Nation       | Zeit       | Anm.   |
| ---- | ------------------------ | ------------ | ---------- | ------ |
| 1    | Shunpei Utō              | Japan        | 4:45,5 min | Q (OR) |
| 2    | Jean Taris               | Frankreich   | 4:53,9 min | Q      |
| 3    | Robert Pirie             | Kanada       | 4:56,0 min | q      |
| 4    | Poul Petersen            | Dänemark     | 5:20,3 min |        |
| 5    | Edmund Cooper            | Bermuda      | 5:53,8 min |        |
| DNS  | Egon Roolaid             | Estland      |            |        |
| DNS  | Panagiotis Provatopoulos | Griechenland |            |        |

Lauf 6
| Rang | Athlet         | Nation             | Zeit       | Anm. |
| ---- | -------------- | ------------------ | ---------- | ---- |
| 1    | Jack Medica    | Vereinigte Staaten | 4:55,9 min | Q    |
| 2    | Walter Ledgard | Peru               | 5:05,5 min | Q    |
| 3    | Pieter Stam    | Niederlande        | 5:07,8 min |      |
| 4    | Manoel Villar  | Brasilien          | 5:18,2 min |      |
| 5    | Hans Brenner   | Schweiz            | 5:33,8 min |      |
| DNS  | Qadri Mahmud   | Ägypten            |            |      |

### Halbfinale
Das Halbfinale wurde am 11. August ausgetragen. Die ersten drei Athleten eines jeden Laufs sowie der zeitschnellste Viertplatzierte qualifizierten sich für das Finale.
Halbfinale 1
| Rang | Athlet         | Nation             | Zeit       | Anm. |
| ---- | -------------- | ------------------ | ---------- | ---- |
| 1    | Shunpei Utō    | Japan              | 4:48,4 min | Q    |
| 2    | Ralph Flanagan | Vereinigte Staaten | 4:49,9 min | Q    |
| 3    | Hiroshi Negami | Japan              | 4:55,4 min | Q    |
| 4    | John Macionis  | Vereinigte Staaten | 4:56,4 min |      |
| 5    | Hans Freese    | Deutsches Reich    | 4:58,5 min |      |
| 6    | Robert Pirie   | Kanada             | 4:58,7 min |      |
| 7    | Ödön Gróf      | Ungarn             | 5:01,9 min |      |

Halbfinale 2
| Rang | Athlet         | Nation             | Zeit       | Anm. |
| ---- | -------------- | ------------------ | ---------- | ---- |
| 1    | Shōzō Makino   | Japan              | 4:48,2 min | Q    |
| 1    | Jack Medica    | Vereinigte Staaten | 4:48,2 min | Q    |
| 3    | Jean Taris     | Frankreich         | 4:53,6 min | Q    |
| 4    | Robert Leivers | Großbritannien     | 4:55,7 min | q    |
| 5    | Heinz Arendt   | Deutsches Reich    | 5:13,4 min |      |
| 6    | Otto Przywara  | Deutsches Reich    | 5:14,9 min |      |
|      | Walter Ledgard | Peru               | DNS        |      |

### Finale
12. August 1936
| Rang | Athlet         | Nation             | Zeit            |
| ---- | -------------- | ------------------ | --------------- |
| 1    | Jack Medica    | Vereinigte Staaten | 4:44,5 min (OR) |
| 2    | Shunpei Utō    | Japan              | 4:45,6 min      |
| 3    | Shōzō Makino   | Japan              | 4:48,1 min      |
| 4    | Ralph Flanagan | Vereinigte Staaten | 4:52,7 min      |
| 5    | Hiroshi Negami | Japan              | 4:53,6 min      |
| 6    | Jean Taris     | Frankreich         | 4:53,8 min      |
| 7    | Robert Leivers | Großbritannien     | 5:00,9 min      |